# Орлов, Евгений Михайлович
Евгений Михайлович Орлов (род. 19 июня 1952, Ленинград) — советский и российский художник, живописец, куратор, один из основателей и директор Музея нонконформистского искусства, вице-президент товарищества «Свободная культура» Арт-центра «Пушкинская-10». Член международной федерации художников (IFA).

## Биография
Родился 19 июня 1952 года в Ленинграде. Закончил Мореходное училище, затем учился в художественном училище им. В. Серова. В 1976 году знакомство с Николаем Сычёвым становится началом многолетнего сотрудничества и увлечения абстрактной композицией.
С 1977 по 1989 год работает главным художником объединения «Сокол». С 1983 г. — на базе рекламно-оформительских мастерских объединения «Сокол» и при организационном участии Евгения Орлова проводятся выставки Товарищества экспериментального изобразительного Искусства (ТЭИИ). В 1998 году, на базе коллекции, собранной за годы активности ТЭИИ, и по инициативе Евгения Орлова и Сергея Ковальского товариществом «Свободная культура» был создан Музей нонконформистского искусства в рамках арт-центра «Пушкинская, 10». С 2001 г. Евгений Орлов является директором музея.
Евгений Орлов известен как яркий представитель и популяризатор идей русского космизма. В 1980—1982 гг. занимался росписью православных церквей Псковской области. В 1987 г. организовал первую выставку, посвящённую тысячелетию Крещения Руси. Будучи учеником и соратником Б. А. Смирнова-Русецкого, провёл совместно с ним цикл выставок русских космистов в Москве, Ленинграде, Стокгольме.
Создал и последовательно развивает концепции «Саморазвивающийся квадрат» и «Геометрия пространства».

#### Персональные выставки
1986 — музей Н. К. Рериха, Извара.
1988 — выставочный зал «Пять углов», Ленинград.
1990, 1992, 1994, 1996 — галерея «Терсеус», Стокгольм, Швеция
1996 — галерея «Палитра», Санкт-Петербург
1998—2006 — галерея «Терсеус», Стокгольм, Швеция
2004 — Центр искусств им. С. П. Дягилева СПбГУ, Санкт-Петербург
2005 — Музей истории Санкт-Петербурга
2007 — Музей изобразительных искусств республики Карелия
2007 — Музей-усадьба Н. К. Рериха, Извара
2013 — Музей изобразительных искусств республики Карелия
2013 — Новгородский центр современного искусства, Новгород
2022 — Музей современных искусств им. С. П. Дягилева, Санкт-Петербург

#### Участие в групповых выставках
- 1987 — 1 Московская выставка Ленинградского товарищества экспериментального изобразительного искусства, Москва
- 1995 — «From Gulag to Glasnost: nonconformist art from the Soviet Union», Нью-Брансуик
- 2007 — «Праздник дома. 18-летие Пушкинской, 10», Санкт-Петербург
- 2009 — «В пространстве объектов. От стены к стене», Санкт-Петербург
- 2011 — «Отцы-основатели», Санкт-Петербург
- 2017 — «70-е. Со_при_частность», Санкт-Петербург

#### Работы находятся
- Музей Валаамского монастыря, Карелия, Россия.
- Собрание музея Современного искусства, ЦВЗ (Манеж), Санкт-Петербург.
- Русский музей, Санкт-Петербург.
- Собрание музея Современного искусства из коллекции А. Глезера, Москва.
- Музей современных искусств им. Дягилева, Санкт-Петербург.
- Музей Циммерли Ратгерского университета Нью-Джерси, США, из собрания Нортона и Нэнси Додж.
- Галерея «Терсеус», Стокгольм, Швеция.
- Галерея «De Herkenning», Голландия.

а также в многочисленных частных коллекциях Нью-Йорка, Чикаго, Вашингтона, Сан-Франциско, Бонна, Гамбурга, Стокгольма, Хельсинки, Москвы, Санкт-Петербурга, Нижнего Новгорода и др.